# Eileen Ford
Pour les articles homonymes, voir Ford (homonymie).
Eileen Ford, née Eileen Otte le 25 mars 1922 à New York et morte le 9 juillet 2014 à Morristown dans le New Jersey, aux États-Unis, est un agent de mannequins. En 1946, elle se marie avec Gerard W. Ford (en) puis fonde l'agence de mannequins Ford Model Management siégeant à New York. À eux deux, après de nombreuses innovations dans le métier d'agent, ils vont transformer ce métier presque amateur en un marché florissant.

## Biographie
Eileen Otte étudie au Barnard College, une université d'arts libéraux ; pourtant sa mère souhaitait la voir faire des études de droit pour devenir avocate. Ces années là, sa carrière de mannequin est très succincte : « Mannequin, c'est un grand mot. J'ai fait quelques apparitions ici ou là dans des magazines comme Mademoiselle, des petits boulots d'été quand j'étais étudiante à Barnard ». En 1944, elle participe comme secrétaire au lancement du magazine pour adolescentes Seventeen. Elle rejoint l'année suivante les studios William Becker, l'un des plus importants de l'époque, coordonnant, numérotant, empaquetant et expédiant les vêtements ensuite photographiés à Tucson (Arizona). Elle démissionne et est ensuite embauchée au service publicitaire du grand magasin new-yorkais Arnold Constable & Company (en), où elle se forme à l'industrie de la mode en gérant la carrière de mannequins pour l'agence, devenant même amie avec certaines. 
Elle rencontre Gerard Ford en 1944. Eileen Ford investie juste après la Seconde Guerre mondiale la maison familiale de Manhattan pour créer un service de secrétariat, permettant de gérer l'agenda des mannequins de l'époque. En s'associant avec les mannequins Natalie Nickerson et Inga Lindgren, les jeunes femmes se rendent en effet compte que les carrières des mannequins ne disposent alors d'aucune structure stable, d'absence d'aide au maquillage et à la coiffure et que le système de contrats avec fiche de présence et tarifs horaires est encore embryonnaire ; elles décident d’y remédier en ouvrant leur agence de mannequins, rejointes en mars 1947 par sept mannequins supplémentaires, lassées des autres agences gérées par des hommes. Une fois enceinte (son fils Jamie naît le 17 mars 1947), son mari la rejoint aux affaires, participant à rationaliser le travail administratif, à restructurer les contrats publicitaires de parfum et de maquillage, à imposer les frais d'annulation, d'essayage et d'aléas météorologiques ou encore une majoration de 50 % pour les heures supplémentaires, choses qui deviendront par la suite la norme dans les autres agences. Les bureaux de l'agence sont ensuite loués sur la Deuxième Avenue. Le couple contracte également un prêt de 35 000 dollars pour développer l'agence. Dans les décennies suivantes, ils créent un nouveau moyen de rémunération pour les mannequins ainsi qu'un système de contrats d'exclusivité, alors que l'agence Ford devient prestigieuse (elle refuse notamment la publicité pour les produits de consommation, les photos pour les magazines de reconstitution de scènes de crime ou pour les livres érotiques ; à ce titre, elle refusa Grace Kelly, qui avait fait des publicités pour un insecticide et des cigarettes) et que le couple Ford intéresse les médias. Quant aux mannequins, elles sont invitées par Sherman Billingsley (en) à ses frais dans sa discothèque à la mode, le Stork Club.
Le Time la décrit en 1997 comme « mi-pitbull, mi-mère poule ».
Son mari meurt en 2008. Elle aura quatre enfants avec lui, dont Katie Ford (en) qui a repris la direction de l'agence les années passées.